# Данбо
Данбо (дат. Danbo) — полутвёрдый выдержанный сыр из коровьего молока, ведущий своё происхождение из Дании. Имеет бледно-жёлтый цвет и нежную эластичную консистенцию с небольшим количеством дырочек.
Обычно проходит выдержку от 12 до 52 недель в прямоугольных блоках весом 6—9 кг, покрытых бактериальной культурой, которая после окончания цикла выдержки смывается. Иногда для пикантности в Данбо добавляют зёрна тмина.
Сыр Данбо имеет в Дании несколько аналогов, например Элбо, Фюнбо, Молбо и др. Продаётся под различными торговыми марками, включая Lillebror, Gamle-Ole, и Riberhus компании Arla Foods.
В начале XX века датские иммигранты в южной части штата Минас-Жерайс (Бразилия), создали новый вид сыра из бразильского молока по традиционной рецептуре сыра Данбо. Этот сыр получил название Queijo prato.